# وارن ویر
وارن ویر (انگلیسی: Warren Weir؛ زادهٔ ۳۱ اکتبر ۱۹۸۹[nb]) یک دونده اهل جامائیکا است. از افتخارات وی میتوان به کسب مدال برنز دو ۲۰۰ متر در بازی‌های المپیک تابستانی ۲۰۱۲ اشاره کرد.